# Liste des joueurs NBA ayant perdu le plus de ballons en carrière
Cette page présente la liste des joueurs de basket-ball ayant perdu le plus de ballons pendant leur carrière en saison régulière de la NBA.

## Explications
En basket-ball, un turnover (TO) se produit lorsqu'un joueur d'une équipe perd le ballon au profit de l'autre équipe. Cela peut être le résultat d'une mauvaise passe interceptée (steal), d'une sortie de ballon, d'une violation (marcher, reprise de dribble, retour en zone, etc.), ou d'une faute offensive (passage en force, écran mobile). On parle, en français, d'une perte de balle ou d'un ballon perdu.
Certains joueurs sont connus pour commettre énormément de turnovers (autrement dit, ils perdent souvent le ballon). Pour certains joueurs, la cause est une mauvaise vision du jeu ou des problèmes de concentration. Pour d'autres, c'est le fait d'avoir très souvent le ballon ou de chercher sans cesse à faire la passe. Beaucoup de bons joueurs perdent régulièrement la balle, justement parce qu'ils l'ont souvent.

## Classement

### Par joueur
| ^ | Joueur en activité en NBA                                       |
| * | Joueur intronisé au Basketball Hall of Fame                     |
| ° | Joueur ne répondant pas aux critères du Basketball Hall of Fame |

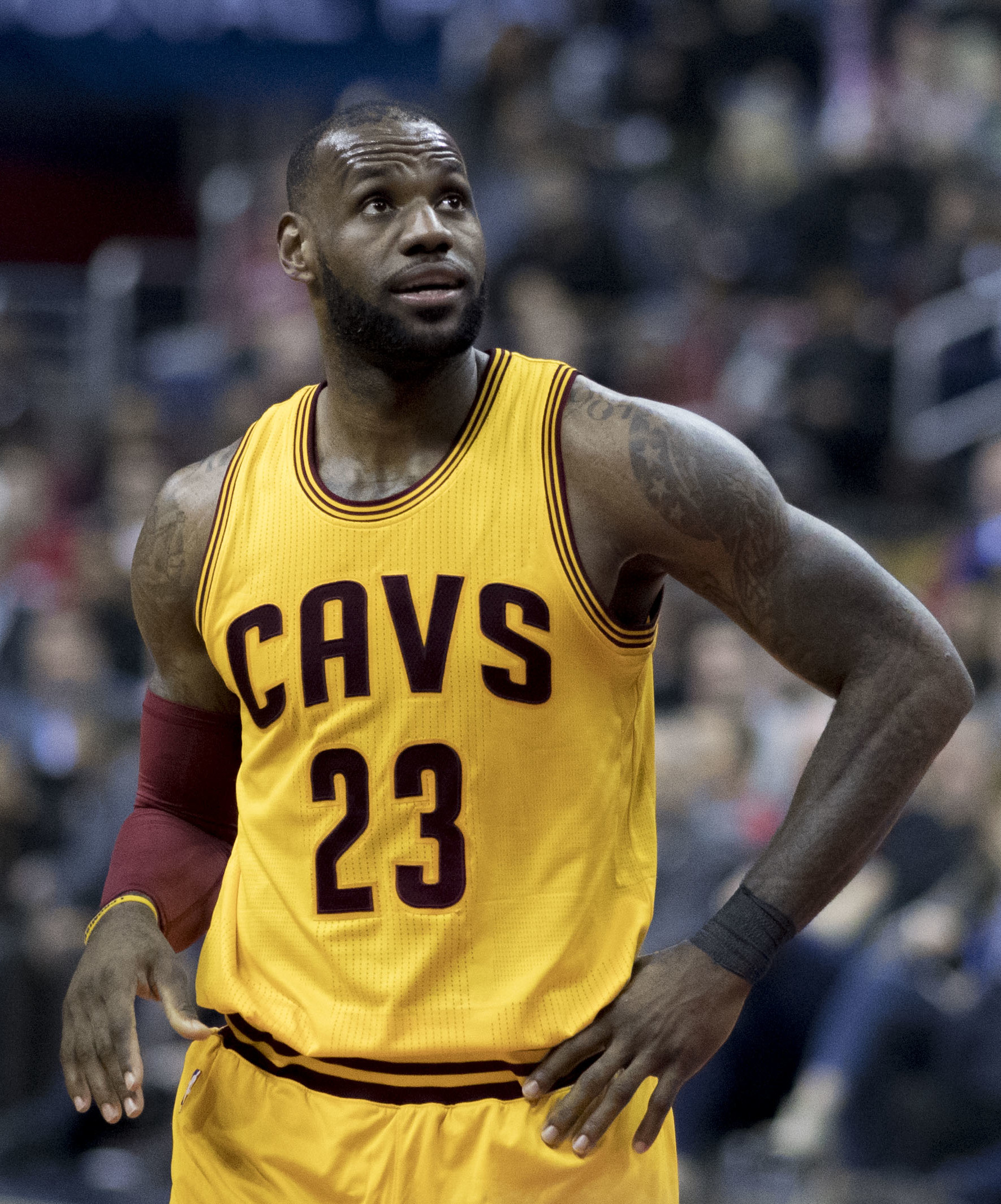
LeBron James (1er)

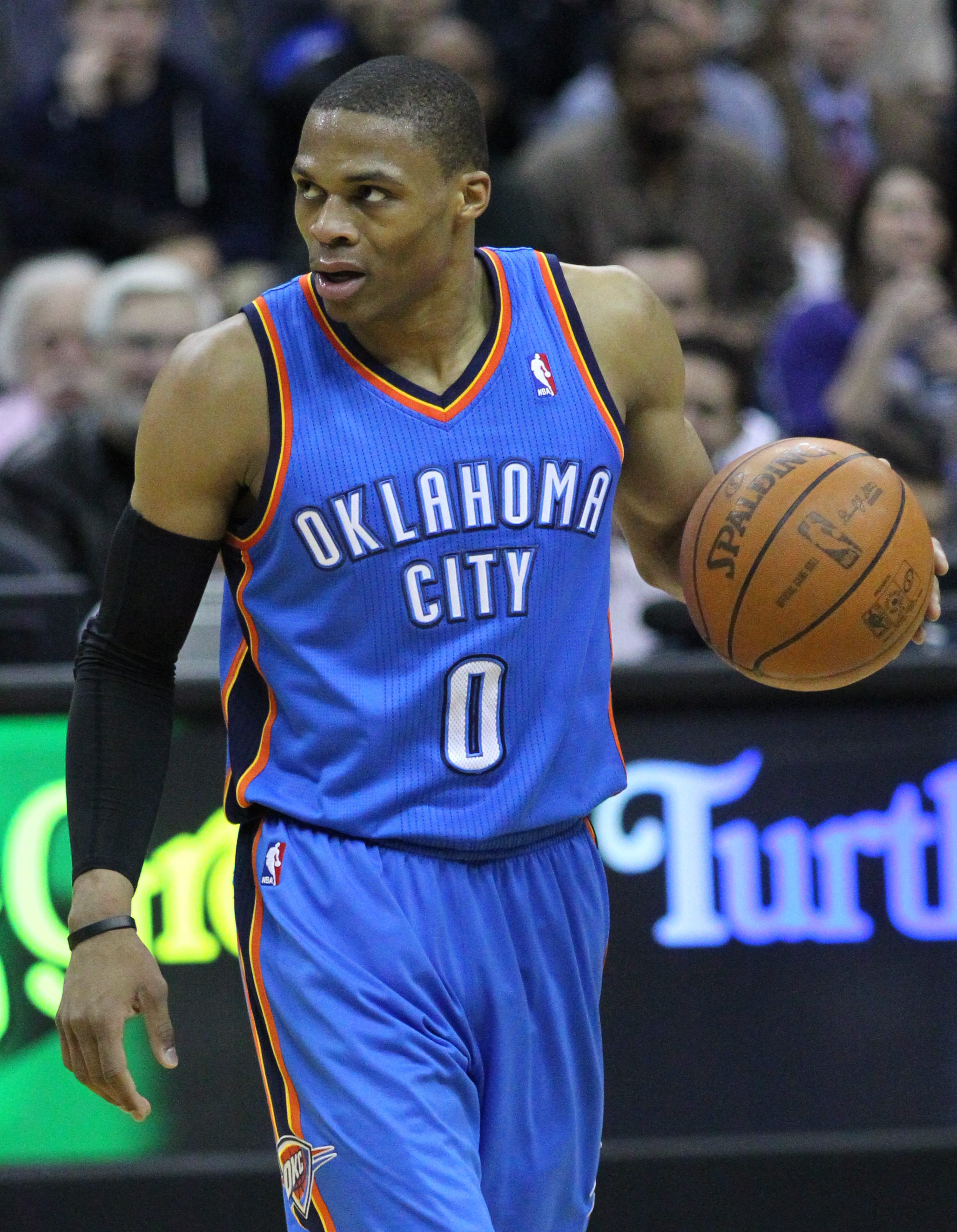
Russell Westbrook (2e)

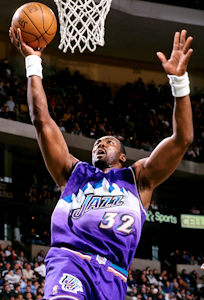
Karl Malone (3e)

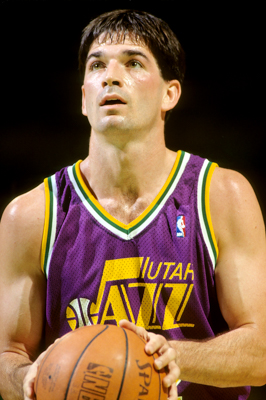
John Stockton (4e)

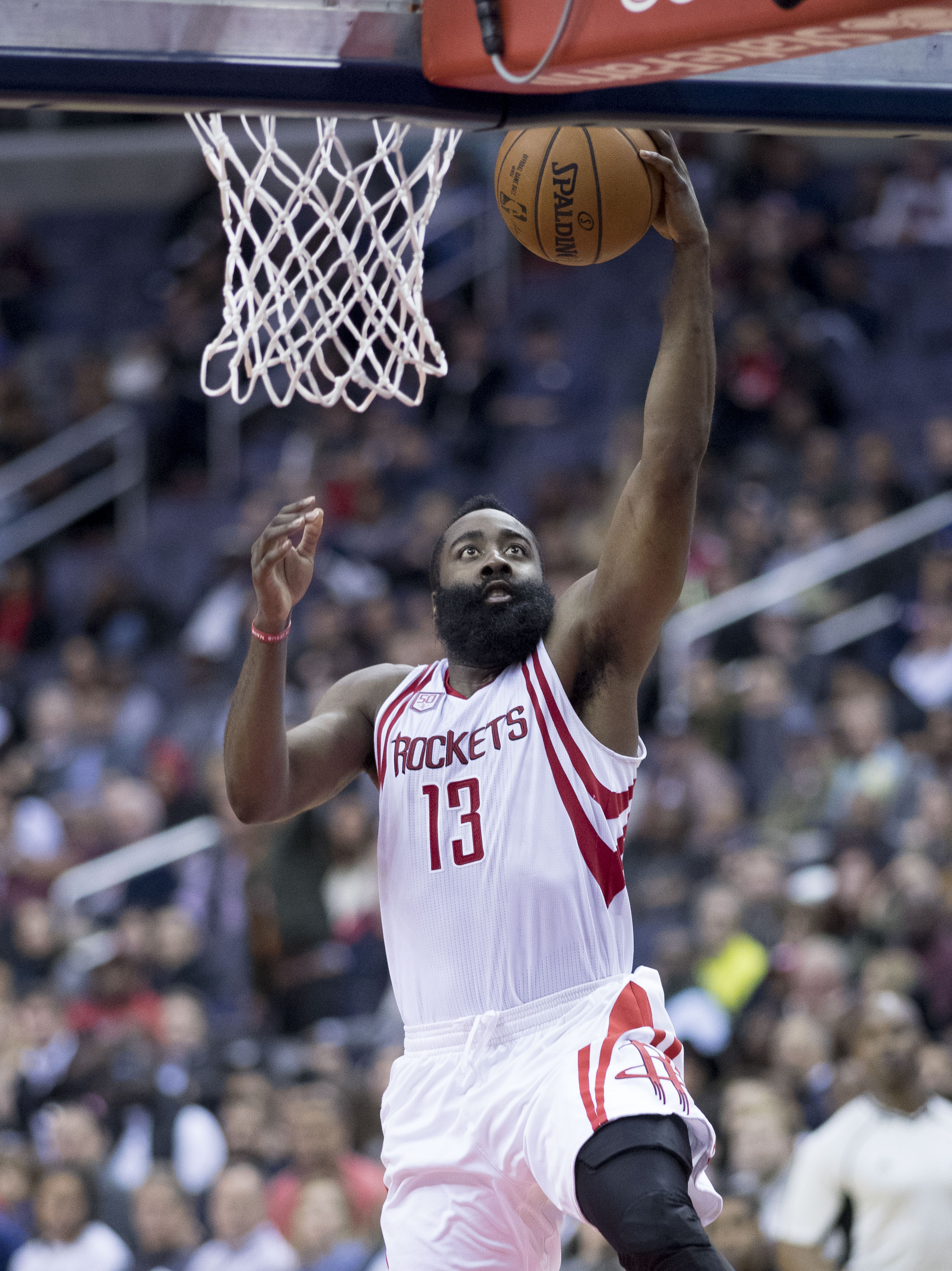
James Harden (5e)

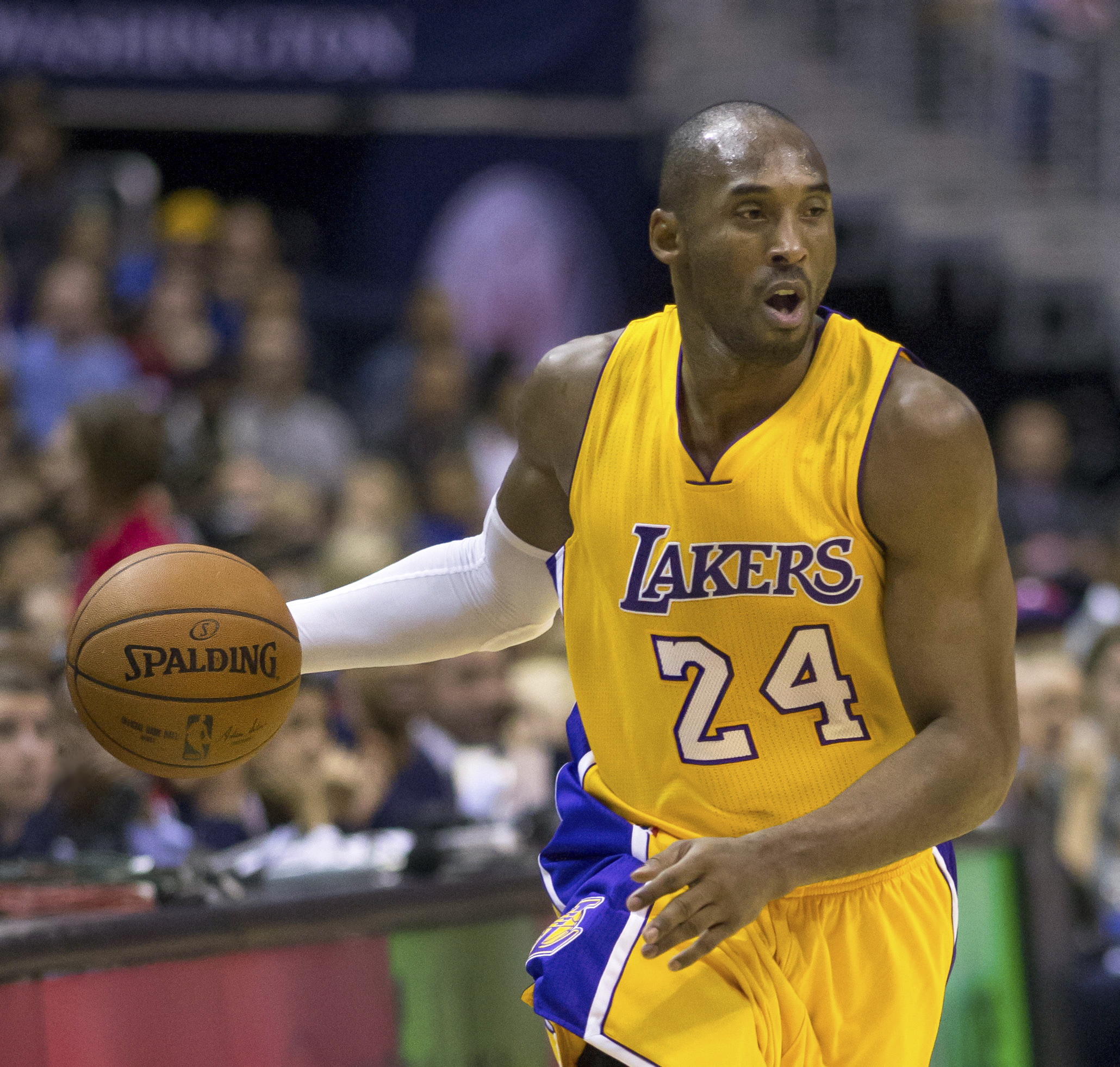
Kobe Bryant (6e)

- Mise à jour à l'issue de la fin de la saison 2024-2025.

| Rang | Nom               | Poste          | Total de ballons perdus | Matchs disputés | Moyenne en carrière | C |
| ---- | ----------------- | -------------- | ----------------------- | --------------- | ------------------- | - |
| 1    | LeBron James      | Ailier         | 5 471                   | 1 562           | 3,50                | ^ |
| 2    | Russell Westbrook | Meneur         | 4 829                   | 1 237           | 3,90                | ^ |
| 3    | Karl Malone       | Ailier fort    | 4 524                   | 1 476           | 3,07                | * |
| 4    | James Harden      | Arrière        | 4 260                   | 1 151           | 3,70                | ^ |
| 5    | John Stockton     | Meneur         | 4 244                   | 1 504           | 2,82                | * |
| 6    | Kobe Bryant       | Arrière        | 4 010                   | 1 346           | 2,98                | * |
| 7    | Jason Kidd        | Meneur         | 4 003                   | 1 391           | 2,88                | * |
| 8    | Moses Malone      | Pivot          | 3 804                   | 1 247           | 3,05                | * |
| 9    | Isiah Thomas      | Meneur         | 3 682                   | 979             | 3,76                | * |
| 10   | Hakeem Olajuwon   | Pivot          | 3 667                   | 1 238           | 2,96                | * |
| 11   | Kevin Durant      | Ailier         | 3 554                   | 1 123           | 3,16                | ^ |
| 12   | Patrick Ewing     | Pivot          | 3 533                   | 1 183           | 2,99                | * |
| 13   | Paul Pierce       | Ailier         | 3 532                   | 1 343           | 2,63                | * |
| 14   | Magic Johnson     | Meneur         | 3 506                   | 906             | 3,87                | * |
| 15   | Reggie Theus      | Meneur/Arrière | 3 493                   | 1 026           | 3,40                |   |
| 16   | Steve Nash        | Meneur         | 3 478                   | 1 217           | 2,86                | * |
| 17   | Tim Duncan        | Ailier fort    | 3 381                   | 1 392           | 2,43                | * |
| 18   | Charles Barkley   | Ailier fort    | 3 376                   | 1 073           | 3,15                | * |
| 19   | Dwyane Wade       | Arrière        | 3 326                   | 1 054           | 3,16                | * |
| 20   | Shaquille O'Neal  | Pivot          | 3 310                   | 1 207           | 2,74                | * |
| 21   | Dwight Howard     | Pivot          | 3 302                   | 1 242           | 2,66                | ° |
| 22   | Allen Iverson     | Meneur         | 3 262                   | 914             | 3,57                | * |
| 23   | Scottie Pippen    | Ailier         | 3 257                   | 1 178           | 2,76                | * |
| 24   | Robert Parish     | Pivot          | 3 183                   | 1 534           | 2,07                | * |
| 25   | Stephen Curry     | Meneur         | 3 187                   | 1 026           | 3,11                | ^ |
| 26   | Kevin Garnett     | Ailier fort    | 3 179                   | 1 462           | 2,17                | * |
| 27   | Mark Jackson      | Meneur         | 3 155                   | 1 296           | 2,43                |   |
| 28   | Andre Miller      | Meneur         | 3 121                   | 1 304           | 2,39                |   |
| 29   | Chris Paul        | Meneur         | 3 093                   | 1 354           | 2,28                | ^ |
| 30   | Carmelo Anthony   | Ailier         | 3 052                   | 1 260           | 2,42                | ° |
| 31   | Gary Payton       | Meneur         | 3 030                   | 1 335           | 2,27                | * |
| 32   | Clyde Drexler     | Arrière        | 2 977                   | 1 086           | 2,74                | * |
| 33   | Michael Jordan    | Arrière        | 2 924                   | 1 072           | 2,73                | * |
| 34   | Tony Parker       | Meneur         | 2 865                   | 1 254           | 2,28                | * |
| 35   | Rod Strickland    | Meneur         | 2 862                   | 1 094           | 2,62                |   |
| 36   | Alex English      | Ailier         | 2 821                   | 1 133           | 2,49                | * |
| 37   | Larry Bird        | Ailier         | 2 816                   | 897             | 3,14                | * |
| 38   | Bernard King      | Ailier         | 2 791                   | 874             | 3,19                | * |
| 39   | Charles Oakley    | Ailier fort    | 2 785                   | 1 282           | 2,17                |   |
| 40   | Buck Williams     | Ailier fort    | 2 784                   | 1 307           | 2,13                |   |
| 41   | Otis Thorpe       | Ailier fort    | 2 774                   | 1 257           | 2,21                |   |
| 42   | Shawn Kemp        | Ailier fort    | 2 766                   | 1 051           | 2,63                |   |
| 43   | Ray Allen         | Arrière        | 2 709                   | 1 300           | 2,08                | * |
| 44   | Jrue Holiday      | Meneur         | 2 673                   | 1 037           | 2,58                | ^ |
| 45   | Dominique Wilkins | Ailier         | 2 669                   | 1 074           | 2,49                | * |
| 46   | Terry Porter      | Meneur         | 2 666                   | 1 274           | 2,09                |   |
| 47   | Jerry Stackhouse  | Arrière        | 2 641                   | 970             | 2,72                |   |
| 48   | Pau Gasol         | Ailier fort    | 2 638                   | 1 226           | 2,15                | * |
| 49   | Kyle Lowry        | Meneur         | 2 628                   | 1 173           | 2,24                | ^ |
| 50   | Vince Carter      | Arrière/Ailier | 2 590                   | 1 540           | 1,68                | * |

### Record de pertes de balles sur un match de saison régulière
Voici les joueurs ayant concédés le plus grand nombre de pertes de balles, dans un match de saison régulière en NBA. Le record est détenu par Mike Bantom, avec 16 pertes de balles, le 2 janvier 1982, contre les Bullets de Washington.
| Nombre | Joueur       | Équipe                   | Date             | Adversaire            |
| ------ | ------------ | ------------------------ | ---------------- | --------------------- |
| 16     | Mike Bantom  | Pacers de l'Indiana      | 2 janvier 1982   | Bullets de Washington |
| 14     | John Drew    | Hawks d'Atlanta          | 1er mars 1978    | Nets du New Jersey    |
| 14     | Jason Kidd   | Suns de Phoenix          | 17 novembre 2000 | Knicks de New York    |
| 13     | Chris Mullin | Warriors de Golden State | 31 mars 1988     | Jazz de l'Utah        |
| 12     | 16 joueurs   | -                        | -                | -                     |